# Ian Millar
Ian Millar (Halifax, 6 gennaio 1947) è un cavaliere canadese.
Con dieci partecipazioni, detiene il record di presenze ai Giochi olimpici e precede il velista austriaco Hubert Raudaschl e il tiratore a segno lettone Afanasijs Kuzmins a 9 partecipazioni.
Ha fatto parte della spedizione canadese dai Giochi della XX Olimpiade di Monaco di Baviera del 1972 fino ai Giochi della XXX Olimpiade di Londra del 2012.
Nella sua carriera olimpica ha conquistato una medaglia d'argento nel salto ostacoli a squadre nei Giochi della XXIX Olimpiade di Pechino del 2008.
La sua longevità gli ha fatto guadagnare il soprannome di Captain Canada ("Capitan Canada").

## Palmarès
- Giochi olimpici

2008 - Pechino: argento nel salto ostacoli a squadre.